# عزلة بني مبارز (إب)

تعديل مصدري - تعديل

عزلة بني مبارز هي إحدى عزل مديرية القفر في محافظة إب اليمنية ويبلغ تعداد سكانها 12865 نسمة حسب التعداد السكاني في اليمن لعام 2004.

## روابط خارجية
- الجهاز المركزي للإحصاء بالجمهورية اليمنية
- المركز الوطني للمعلومات باليمن
- الدليل الشامل